# 2021年オーストリアグランプリ
2021年オーストリアグランプリ (英: 2021 Austrian Grand Prix) は、2021年のF1世界選手権第9戦として、2021年7月4日にレッドブル・リンクで開催された。
正式名称は「FORMULA 1 BWT GROSSER PREIS VON ÖSTERREICH 2021」。

## 背景
新型コロナウイルス感染症の世界的流行による影響
当初のスケジュールでは第10戦として開催予定だった。しかしその後、オーストラリアGPの延期（のちに中止）やカナダGPの中止などの情勢変化により再編が余儀なくされ、前年に引き続きレッドブル・リンクでの2週連続開催となった。前年は2レース目をシュタイアーマルクGPと銘打って開催されたが、今年の2レース目は本来の開催日であるため、オーストリアGPとして開催された。
タイヤ
本レースでピレリが持ち込むドライ用タイヤのコンパウンドはハード（白）：C3、ミディアム（黄）：C4、ソフト（赤）：C5の柔らかい組み合わせ。また、ピレリはアゼルバイジャンGPでのタイヤトラブルを受け、新たな構造のリアタイヤを持ち込んだ。2セットずつ各ドライバーへ供給され、金曜日のいずれかのセッション（FP1もしくはFP2）で指定の周回数を走行することが義務付けられた。
その他
- アストンマーティンのスポンサーを務めるBWTが第8戦シュタイアーマルクGPに続き、本グランプリもタイトルスポンサーを務めることとなり[6]、トラックサイドの看板、パルクフェルメや表彰台の壁面などがコーポレートカラーのピンクを基調したものとなる。
- フリー走行3回目（FP3）の開始前にメルセデスはルイス・ハミルトンとの契約を2年間延長（2023年までの契約締結）したことを発表した[7]。

## エントリーリスト
レギュラーシートは前戦シュタイアーマルクGPから変更なし。ただし、後述の通り、フリー走行1回目（FP1）にて3チーム（アルピーヌ、アルファロメオ、ウィリアムズ）は、レギュラードライバー1名に代わってリザーブドライバー（もしくはテストドライバー）として登録されているドライバーが出走した。

## フリー走行
FP1
トップはマックス・フェルスタッペン。コース上でスピンしたドライバーはいたものの、赤旗も含めたセッションを中断させるような事態はなく、何事もなく終えた。
FP2
トップはルイス・ハミルトン。コース上でスピンしたドライバーはいたものの、赤旗も含めたセッションを中断させるような事態はなかったが、残り30分を切った辺りで雨粒が路面を濡らし始めた。だが、インターミディエイトを装着して走行するほどの雨量ではなかったため、セッションとしてはドライコンディションの状態で終えた。
FP3
トップはフェルスタッペン。コース上でスピンしたドライバーはいたものの、赤旗も含めたセッションを中断させるような事態はなく、何事もなく終えた。

## 予選
2021年7月3日 15:00 CEST(UTC+2)（文章の参照先）
マックス・フェルスタッペンが今季4度目のポールポジション（PP）を獲得。2番手のランド・ノリスとは0.048秒という僅差だった。また、ジョージ・ラッセルはウィリアムズ所属として初めてQ2を突破、Q3では9番手を獲得した（決勝はセバスチャン・ベッテルのペナルティによる3グリッド降格による順位変動により8番手スタートとなる）。ウィリアムズもチームとして2018年イタリアグランプリ以来のQ3進出を果たした他、マクラーレンはチームとして2012年ブラジルグランプリ以来のフロントロー獲得となった。

### 予選結果
| 順位                | No. | ドライバー                   | コンストラクター              | Q1       | Q2       | Q3       | Grid |
| ------------------- | --- | ---------------------------- | ----------------------------- | -------- | -------- | -------- | ---- |
| 1                   | 33  | マックス・フェルスタッペン   | レッドブル-ホンダ             | 1:04.249 | 1:03.927 | 1:03.720 | 1    |
| 2                   | 4   | ランド・ノリス               | マクラーレン-メルセデス       | 1:04.345 | 1:04.415 | 1:03.768 | 2    |
| 3                   | 11  | セルジオ・ペレス             | レッドブル-ホンダ             | 1:04.833 | 1:04.483 | 1:03.990 | 3    |
| 4                   | 44  | ルイス・ハミルトン           | メルセデス                    | 1:04.506 | 1:04.258 | 1:04.014 | 4    |
| 5                   | 77  | バルテリ・ボッタス           | メルセデス                    | 1:04.563 | 1:04.376 | 1:04.049 | 5    |
| 6                   | 10  | ピエール・ガスリー           | アルファタウリ-ホンダ         | 1:04.841 | 1:04.412 | 1:04.107 | 6    |
| 7                   | 22  | 角田裕毅                     | アルファタウリ-ホンダ         | 1:04.967 | 1:04.518 | 1:04.273 | 7    |
| 8                   | 5   | セバスチャン・ベッテル       | アストンマーティン-メルセデス | 1:04.846 | 1:04.493 | 1:04.570 | 111  |
| 9                   | 63  | ジョージ・ラッセル           | ウィリアムズ-メルセデス       | 1:04.907 | 1:04.553 | 1:04.591 | 8    |
| 10                  | 18  | ランス・ストロール           | アストンマーティン-メルセデス | 1:04.927 | 1:04.547 | 1:04.618 | 9    |
| 11                  | 55  | カルロス・サインツ           | フェラーリ                    | 1:04.596 | 1:04.559 |          | 10   |
| 12                  | 16  | シャルル・ルクレール         | フェラーリ                    | 1:04.906 | 1:04.600 |          | 12   |
| 13                  | 3   | ダニエル・リカルド           | マクラーレン-メルセデス       | 1:04.977 | 1:04.719 |          | 13   |
| 14                  | 14  | フェルナンド・アロンソ       | アルピーヌ-ルノー             | 1:04.472 | 1:04.856 |          | 14   |
| 15                  | 99  | アントニオ・ジョヴィナッツィ | アルファロメオ-フェラーリ     | 1:04.782 | 1:05.083 |          | 15   |
| 16                  | 7   | キミ・ライコネン             | アルファロメオ-フェラーリ     | 1:05.009 |          |          | 16   |
| 17                  | 31  | エステバン・オコン           | アルピーヌ-ルノー             | 1:05.051 |          |          | 17   |
| 18                  | 6   | ニコラス・ラティフィ         | ウィリアムズ-メルセデス       | 1:05.195 |          |          | 18   |
| 19                  | 47  | ミック・シューマッハ         | ハース-フェラーリ             | 1:05.427 |          |          | 19   |
| 20                  | 9   | ニキータ・マゼピン           | ハース-フェラーリ             | 1:05.951 |          |          | 20   |
| 107% time: 1:08.746 |     |                              |                               |          |          |          |      |
| ソース:             |     |                              |                               |          |          |          |      |

追記
- ^1 – ベッテルはQ2でアロンソを妨害したことにより3グリッド降格ペナルティとペナルティポイント1点（合計6点）が科せられた[13]。

## 決勝
2021年7月4日 15:00 CEST(UTC+2)(文章の出典）
ポールポジションのマックス・フェルスタッペンが前戦シュタイアーマルクGPに続き、全周回ラップリーダーでの勝利で自身初の3連勝とした。また、ファステストラップも獲得したことからキャリア初のグランドスラムを達成した。
レース全体としては、スタート直後の混戦でエステバン・オコンが他車と接触によりリタイア、オコンの車両回収のためにセーフティーカー（SC）が導入された。それ以降はペナルティが続出する中、各車のタイヤマネジメントとレースペースによる対決という展開となった。また、前戦シュタイアーマルクGPよりもタイヤが柔らかい組み合わせとなったことから、大半のドライバーは2ストップ戦略を選択した。
最終ラップにセバスチャン・ベッテルはキミ・ライコネンとの接触によりリタイアしたものの、規定により完走扱いとなり、完走は19台となった。

### レース結果
| 順位    | No. | ドライバー                   | コンストラクター              | 周回数 | タイム/リタイア原因 | Grid | Pts. |
| ------- | --- | ---------------------------- | ----------------------------- | ------ | ------------------- | ---- | ---- |
| 1       | 33  | マックス・フェルスタッペン   | レッドブル-ホンダ             | 71     | 1:23:54.543         | 1    | 26FL |
| 2       | 77  | バルテリ・ボッタス           | メルセデス                    | 71     | +17.973             | 5    | 18   |
| 3       | 4   | ランド・ノリス               | マクラーレン-メルセデス       | 71     | +20.019             | 2    | 15   |
| 4       | 44  | ルイス・ハミルトン           | メルセデス                    | 71     | +46.452             | 4    | 12   |
| 5       | 55  | カルロス・サインツ           | フェラーリ                    | 71     | +57.144             | 10   | 10   |
| 6       | 11  | セルジオ・ペレス             | レッドブル-ホンダ             | 71     | +57.9151            | 3    | 8    |
| 7       | 3   | ダニエル・リカルド           | マクラーレン-メルセデス       | 71     | +60.395             | 13   | 6    |
| 8       | 16  | シャルル・ルクレール         | フェラーリ                    | 71     | +61.195             | 12   | 4    |
| 9       | 10  | ピエール・ガスリー           | アルファタウリ-ホンダ         | 71     | +61.844             | 6    | 2    |
| 10      | 14  | フェルナンド・アロンソ       | アルピーヌ-ルノー             | 70     | +1 Lap              | 14   | 1    |
| 11      | 63  | ジョージ・ラッセル           | ウィリアムズ-メルセデス       | 70     | +1 Lap              | 8    |      |
| 12      | 22  | 角田裕毅                     | アルファタウリ-ホンダ         | 70     | +1 Lap2             | 7    |      |
| 13      | 18  | ランス・ストロール           | アストンマーティン-メルセデス | 70     | +1 Lap3             | 9    |      |
| 14      | 99  | アントニオ・ジョヴィナッツィ | アルファロメオ-フェラーリ     | 70     | +1 Lap              | 15   |      |
| 15      | 7   | キミ・ライコネン             | アルファロメオ-フェラーリ     | 70     | +1 Lap4             | 16   |      |
| 16      | 6   | ニコラス・ラティフィ         | ウィリアムズ-メルセデス       | 70     | +1 Lap5             | 18   |      |
| 17†     | 5   | セバスチャン・ベッテル       | アストンマーティン-メルセデス | 69     | アクシデント        | 11   |      |
| 18      | 47  | ミック・シューマッハ         | ハース-フェラーリ             | 69     | +2 Laps             | 19   |      |
| 19      | 9   | ニキータ・マゼピン           | ハース-フェラーリ             | 69     | +2 Laps5            | 20   |      |
| Ret     | 31  | エステバン・オコン           | アルピーヌ-ルノー             | 0      | アクシデント        | 17   |      |
| ソース: |     |                              |                               |        |                     |      |      |

#### 追記
- ^FL - ファステストラップの1点を含む
- ^1 - ペレスはルクレールを2回コース外へ追い出したことにより合計10秒のタイムペナルティ。
- ^2 - 角田はピットインの際に白線を越えたため5秒のタイムペナルティ。
- ^3 - ストロールはピットレーンでのスピード違反により5秒のタイムペナルティ。
- ^4 - ライコネンはベッテルとの接触によりドライブスルーペナルティ（レース後の裁定のため20秒のタイムペナルティ）。
- ^5 - ラティフィとマゼピンは最終ラップにてダブルイエローを無視したため10秒のストップ&ゴーペナルティ（レース後の裁定のため30秒のタイムペナルティ）。
- † - リタイアだが、90%以上の距離を走行したため規定により完走扱い

#### ペナルティポイント
- ランド・ノリス - 2点（累計10点）[22]
- セルジオ・ペレス - 4点（累計8点）[23]
- ニコラス・ラティフィ - 3点（累計6点）[24]
- キミ・ライコネン - 2点（累計6点）[24]
- ニキータ・マゼピン - 3点（累計5点）[24]
- 角田裕毅 - 2点（累計4点）[25]

#### 達成された主な記録
- マックス・フェルスタッペンがキャリア初のグランドスラムを達成（F1史上25人目）、さらに最年少で記録した（23歳277日）[注 3][26]。

## 第9戦終了時点のランキング
|         | 順位 | ドライバー                 | ポイント |
| ------- | ---- | -------------------------- | -------- |
|         | 1    | マックス・フェルスタッペン | 182      |
|         | 2    | ルイス・ハミルトン         | 150      |
|         | 3    | セルジオ・ペレス           | 104      |
|         | 4    | ランド・ノリス             | 101      |
|         | 5    | バルテリ・ボッタス         | 92       |
| ソース: |      |                            |          |

|         | 順位 | コンストラクター        | ポイント |
| ------- | ---- | ----------------------- | -------- |
|         | 1    | レッドブル-ホンダ       | 286      |
|         | 2    | メルセデス              | 242      |
|         | 3    | マクラーレン-メルセデス | 141      |
|         | 4    | フェラーリ              | 122      |
|         | 5    | アルファタウリ-ホンダ   | 48       |
| ソース: |      |                         |          |

|         | 順位 | ドライバー                 | 獲得数                                                                |
| ------- | ---- | -------------------------- | --------------------------------------------------------------------- |
|         | 1    | マックス・フェルスタッペン | スペインの旗 · アゼルバイジャンの旗 · フランスの旗 · オーストリアの旗 |
|         | 2    | ルイス・ハミルトン         | エミリア＝ロマーニャ州の旗 · モナコの旗 · シュタイアーマルク州の旗    |
|         | 3    | バルテリ・ボッタス         | バーレーンの旗 · ポルトガルの旗                                       |
| ソース: |      |                            |                                                                       |

- 注：ドライバー、コンストラクター共にトップ5のみ表示。